# آناکلوی، کانتی تایرون
آناکلوی، کانتی تایرون (به انگلیسی: Aughnacloy, County Tyrone) یک روستا در بریتانیا است. آناکلوی ۸۰۱ نفر جمعیت دارد.